# Juncus rigidus
Juncus rigidus är en tågväxtart som beskrevs av René Louiche Desfontaines. Juncus rigidus ingår i släktet tåg, och familjen tågväxter. Inga underarter finns listade i Catalogue of Life.